# Asociación Internacional de Deportes Mentales
La Asociación Internacional de Deportes Mentales (IMSA, del inglés "International Mind Sports Association") es una asociación conformada por las federaciones internacionales de ajedrez, bridge, damas, go y mahjong. Es miembro de la Asociación General de Federaciones Internacionales de Deportes, en cuya Asamblea General fue fundada el 19 de abril de 2005. Es responsable de la organización de los Juegos Mundiales de Deportes Mentales. A partir del verano de 2011, las federaciones de xiangqi y póquer forman parte de la asociación en calidad de observadores. 
Los primeros Juegos Mundiales de Deportes Mentales tuvieron lugar en Pekín durante los Juegos Olímpicos de 2008. Los segundos Juegos de 2012 se anunciaron el 17 de noviembre durante el Festival de Deportes Mentales de Londres de 2011, aunque no se consiguió una sede en ese momento. Sin embargo, la sede escogida fue la ciudad de Lille (Francia), donde se celebraron los juegos del 9 a 23 de agosto de 2012.
A largo plazo, se espera que los Juegos Mundiales de Deportes Mentales se celebren, en analogía con los Juegos Olímpicos, en las ciudades anfitrionas de los juegos de invierno o verano, utilizando sus instalaciones y voluntarios. La Federación Internacional de Bridge ha incorporado varios campeonatos mundiales cada cuatro años en los Juegos de la IMSA, pues considera a esta asociación como "un peldaño en el camino a la introducción de un tercer tipo de Juegos Olímpicos".

## Presidentes
- José Damiani: presidente de la Federación Mundial de Bridge (WBF)
- Georgios Makropoulos: Presidente Adjunto de la Federación Internacional de Ajedrez (FIDE)
- Wouter van Beek: vicepresidente de la Federación Mundial de Damas (FMJD)
- Erik Puyt: Vicepresidente de la Federación Internacional de Go (IGF)